# リアム・フレイザー
リアム・フレイザー（1998年2月13日 - ）はカナダのサッカー選手。ポジションはMF。FCダラス所属。

## 経歴
2018年1月19日、トロントFCのトップチームと契約した。4月14日のコロラド・ラピッズ戦でデビューした。
2021年5月3日、コロンバス・クルーに期限付き移籍した。
2022年1月、KMSKデインズと2年半契約を結んだ。
2023年8月4日、FCダラスに移籍した。

### 代表
2019年10月15日のアメリカ代表戦でA代表デビュー。
2022 FIFAワールドカップの本大会メンバーにも選出され、メンバー発表の際には感極まり号泣した。

## 代表歴

### 出場大会
- カナダ代表
  - 2022 FIFAワールドカップ

### 試合数
- 国際Aマッチ 19試合 0得点（2019年-）[9]

| カナダ代表 | 国際Aマッチ | 国際Aマッチ |
| 年         | 出場        | 得点        |
| ---------- | ----------- | ----------- |
| 2019       | 1           | 0           |
| 2020       | 3           | 0           |
| 2021       | 7           | 0           |
| 2022       | 4           | 0           |
| 2023       | 4           | 0           |
| 通算       | 19          | 0           |